# Willie du Plessis (rugby à XV, 1955)
Pour les articles homonymes, voir Willie du Plessis et Plessis (homonymie).
Pas d'image ? Cliquez ici

a Compétitions nationales et continentales officielles uniquement.

b Matchs officiels uniquement.
Willem du Plessis dit Willie, né le 4 septembre 1955 à Somerset East (Afrique du Sud), est un joueur de rugby à XV sud-africain, qui joue avec l'équipe d'Afrique du Sud. Il évolue au poste de centre.

## Biographie
Il débute le 26 avril 1980 sous le maillot des Springboks contre l'équipe des Jaguars, sélection de l'Amérique du Sud. Il joue ensuite les quatre match tests contre les Lions britanniques et irlandais, il inscrit deux essais à cette occasion. En 1981, il participe à la tristement célèbre tournée des Springboks en 1981 en Nouvelle-Zélande. Il connaît sa dernière cape le 3 avril 1982 contre l'Amérique du Sud.  
En parallèle, il joue la Currie Cup avec la province de la Western Province.

## Statistiques en équipe nationale
- 14 sélections entre 1980 et 1982 pour l'Équipe d'Afrique du Sud de rugby à XV
- 12 points (3 essais) en test matchs
- Sélections par années : 9 en 1980, 3 en 1981, 2 en 1982